# Florian Nüßle
Florian Nüßle (* 18. Dezember 2001 in Graz) ist ein österreichischer Snookerspieler. Er ist österreichischer Rekordmeister und der international erfolgreichste Spieler seines Landes. 2021 gewann er die U21-Amateurweltmeisterschaft. 2025 qualifizierte er sich durch den Sieg bei den Q-Tour Playoffs-3 für die Main Tour Saison 2025/26 & 2026/27.

## Karriere

### Nationale Turniere
Bereits als Kind interessierte sich Florian Nüßle für Snooker und spielte schon als Fünfjähriger mit Stehhilfe am Billardtisch. Er spielte auch fünf Jahre Fußball in der Jugend von Sturm Graz, war im Golf erfolgreich und gehörte dort zur nationalen Jugendauswahl, entschied sich aber letztendlich mit 12 Jahren für Snooker. Er fasste das Ziel, nach der Matura eine Profikarriere anzustreben.
2007 nahm er an der Juniorenmeisterschaft der Steiermark teil, er kam auf Anhieb ins Finale und gewann ab 2009 alle Titel der U19- bzw. U21-Klasse. Seinen ersten nationalen Titel holte er mit 13 Jahren in der Altersklasse U16, den Titel verteidigte er in den folgenden beiden Jahren. 2015 gewann er gleichzeitig den U21-Titel und verteidigte auch diesen in den darauf folgenden Jahren. In Abwesenheit des Titelverteidigers Andreas Ploner gewann er 2016 als bis dahin jüngster Spieler mit 16 Jahren erstmals den offiziellen Staatsmeistertitel und wurde Nummer 1 der nationalen Rangliste. 2017 stand er gegen Ploner erneut im Finale und verteidigte durch einen 5:2-Sieg seinen Titel. In den folgenden Jahren dominierte er den nationalen Wettbewerb und 2022 wurde er mit seinem 6. Titelgewinn Rekordmeister.

### Internationale Amateurturniere
Nach seinem ersten nationalen Jugendtitel nahm er ab 2015 auch an Junioreneuropameisterschaften und -weltmeisterschaften teil. Er überstand zwar fast immer die Gruppenphase, aber im Hauptturnier war dann spätestens im Achtelfinale Schluss. Der Durchbruch kam 2017, als er bei der U18-WM das Viertelfinale und bei der WM allg. Klasse sogar das Halbfinale erreichte, das er gegen den späteren Amateurweltmeister Pankaj Advani mit 4:7 verlor. Bei der U18-Europameisterschaft 2018 stand er erstmals in einem internationalen Finale und unterlag dem walisischen Titelverteidiger Jackson Page mit 3:5. Beim selben Turnier erreichte er im Jahr darauf das Halbfinale, danach unterbrach die COVID-19-Pandemie die internationalen Amateurturniere.
Bei der Wiederaufnahme im März 2022 gewann er den Titel des U21-Amateurweltmeisters im Finale gegen den Thailänder Taweesap Kongkitchertchoo, allerdings in Abwesenheit der britischen und chinesischen Spieler. Bei der Europameisterschaft in dieser Altersklasse kam er wieder ins Finale. Er verlor aber gegen den Belgier Ben Mertens mit 1:5 und verpasste so die mit dem Titel verbundene Qualifikation für die Profitour. Beim Erwachsenenturnier scheiterte er im Halbfinale erneut an Mertens. Danach wurde er eingeladen, als einer von zwei Spielern vom europäischen Kontinent an den World Games 2022 teilzunehmen. Er verlor im Viertelfinale gegen den späteren Silbermedaillengewinner Abdelrahman Shahin aus Ägypten.

### Profiturniere
2017 nahm Nüßle erstmals am Paul Hunter Classic (PHC), einem für Amateure offenen Turnier der Profisaison teil. In diesem Jahr verpasste er noch die Qualifikation für das Hauptturnier. 2018 erreichte er die erste Hauptrunde, war aber gegen den erfahrenen Profi Rod Lawler beim 0:4 chancenlos. Im selben Jahr gewann er das Sideevent zum PHC durch einen 3:1-Sieg über den Profispieler Elliot Slessor. Am Saisonende durfte er als erster Österreicher an der Qualifikation zur Profiweltmeisterschaft teilnehmen. Sein erstes Match verlor er deutlich.
Obwohl Nüßle in Großbritannien bessere Trainingsbedingungen gehabt hätte, verfolgte er seine weitere Karriere von Salzburg aus. In der Saison 2019/20 nahm er erstmals an der Q School zur Qualifikation für die Profitour teil, erreichte aber nur zwei Siege. Beim European Masters bekam er eine Wildcard und verlor gegen den Profispieler Jak Jones erst im Decider auf Schwarz. Auch bei seiner zweiten WM-Teilnahme schlug er sich achtbar gegen Hammad Miah, blieb aber letztendlich wieder im Entscheidungsframe erfolglos. Im Jahr darauf erreichte er in der Q School immerhin einmal die 4. von 6 Runden. Bei der einmalig ausgetragenen WST Pro Series gelang ihm in der Gruppenphase der erste Sieg bei einem Profiturnier, allerdings gegen den Amateur Alex Clenshaw. Beim German Masters verlor er gegen Robbie Williams erneut im Decider auf Schwarz. Bei der Weltmeisterschaft gelang ihm dann aber gegen Ben Hancorn der erste Toursieg über einen Profispieler mit 6:2. Es war der erste Matchgewinn überhaupt eines Österreichers bei einem Profiturnier.
In der Q School 2022 erreichte er gleich zweimal das Halbfinale seiner Gruppe. In Turnier 1 und Turnier 3 verlor er jeweils 3:4 gegen die Ex-Profis Sunny Akani bzw. James Cahill. In der Championship League 2022 zu Beginn der Saison 2022/23 besiegte er in der Gruppenphase mit Zak Surety und Joe O’Connor zwei weitere Profis.
In der WPBSA Q Tour qualifizierte er sich 2025 zum dritten Mal in Folge für die Play-offs. Wie schon 2023 kam er ins Finale, das er mit 10:3 gegen Andres Petrov gewann. Damit hatte er sich als erster Österreicher für zwei Jahre das Ticket für die Profitour gesichert.

## Erfolge
Qualifikationsturniere:
- Q School (Finale 2023/2)
- WPBSA Q Tour (Finale 2023, Qualifikation 2025)

Amateurturniere:
- 6-Red-Europameisterschaft (Sieg 2024)
- U21-Weltmeisterschaft (Sieg 2021)
- U21-Europameisterschaft (Finale 2022)
- U18-Europameisterschaft (Finale 2018)

national:
- Österreichischer Staatsmeister (2016, 2017, 2018, 2019, 2021, 2022, 2023, 2024)
- Österreichischer U21-Meister (2015, 2016, 2017)
- Österreichischer U16-Meister (2013, 2014, 2015)
- Österreichischer Doppel-Meister (2016, mit Christian Stadler)